# Lina Sundström
Pour les articles homonymes, voir Sundström.
Lina Sundström est une ancienne joueuse suédoise de volley-ball née le 22 février 1985 à Örkelljunga. Elle mesure 1,78 m et jouait passeuse.

## Clubs
| Club                  | De        | À         |
| --------------------- | --------- | --------- |
| Ållebergsgymanasiet   | 2002-2003 | 2003-2004 |
| Sollentuna VK         | 2004-2005 | 2007-2008 |
| Engelholms VS         | 2008-2009 | 2008-2009 |
| VfB Suhl              | 2009-2010 | 2009-2010 |
| VC Kanti Schaffhausen | 2010-2011 | 2010-2011 |
| TSV Düdingen          | 2012-2013 | 2012-2013 |
| Smaesch Pfeffingen    | 2013-2014 | 2013-2014 |

## Palmarès
- Coupe d'Allemagne
  - Finaliste : 2010.
- Championnat de Suède
  - Vainqueur : 2007, 2009.